# Sd.Kfz. 7
A partire dal 1928 vennero studiati i progetti di alcuni semicingolati da parte della Krauss-Maffei, e 10 anni dopo venne omologato un veicolo, l'Sd.Kfz. 7, ennesimo semicingolato tedesco, considerato medio, con una capacità di 8t. di carico trainabile. Il veicolo era un progetto potente, seppure senza corazzature e armi di bordo.
Il motore era sistemato sul davanti, con un corto albero di trasmissione che azionava una ruota motrice anteriore, con il treno di rotolamento con 5 ruote con struttura a raggiera, sfalsate. Le file di posti a sedere erano 3, per circa una dozzina di posti.  Il veicolo venne copiato, con un esemplare catturato, dagli inglesi con la Morris, e venne prodotto dalla Breda come Breda 61. I tedeschi, dal canto loro, riuscirono a produrne una grande quantità, tanto che alla fine del 1942 ne erano in servizio 3262. Il mezzo si dimostrò molto utile come trattore, potendo trainare fino a 8 tonnellate, e aveva anche un verricello da 3,5t.
Il veicolo venne costruito fino al 1944 anche in versioni armate. Uno era il cannone quadrinato da 20mm Flakvierling, un'arma micidiale contro gli aerei da attacco a bassa quota. Un'altra versione era quella contraerei con il cannone FlaK 41 da 50mm, ma senza fortuna data anche la bassa resa bellica del cannone. Un'altra versione fu il mezzo di controllo dei lanci delle V-2, apparso nel 1942, con una blindatura protettiva per il personale.
Nel dopoguerra molti vennero usati dagli alleati, e così accadde per l'esercito cecoslovacco.